# Christoph 49
Christoph 49 ist der Funkrufname eines in Bad Saarow von der DRF Luftrettung betriebenen Rettungshubschraubers (RTH). Er ist am Helios Klinikum Bad Saarow stationiert.

## Geschichte
Der Luftrettungsstandort in Bad Saarow wurde am 1. Juni 1990 in Betrieb genommen. Damals wurde die Luftrettung in Bad Saarow noch von der Bundeswehr durchgeführt. Eingesetzt wurde ein Hubschrauber vom Typ Bell UH-1D. Die Maschine gehörte zu den von der Bundeswehr betriebenen SAR-Maschinen.
2000 wurde der Betrieb durch die DRF Luftrettung übernommen. Eingesetzt wurde eine BK 117. 2010 wurde diese durch eine EC 135 ersetzt.
Seit dem 16. Februar 2021 wird an der Station eine Airbus H135 eingesetzt.

## Sonstiges
Der Name Christoph 49 geht auf den heiligen Christophorus zurück, den Schutzheiligen der Reisenden. Nach ihm tragen alle deutschen Rettungshubschrauber den BOS-Funk-Rufnamen Christoph, gefolgt von einer Nummer bei Rettungshubschraubern und einer Bezeichnung zum Standort bei Intensivtransporthubschraubern.